# Mojo Alcantara
Mojo Alcantara o Moio Alcantara (Moju in siciliano) è un comune italiano di 685 abitanti della città metropolitana di Messina in Sicilia.

## Geografia fisica
Il paese si trova nella valle dell'Alcantara, ai piedi del monte Mojo e alle falde dell'Etna sul fiume Alcantara che sfocia nel mar Ionio a Taormina.

## Storia
La nascita ufficiale della città di Mojo si ebbe nel 1602, sotto la reggenza di Palmerio Lanza; in quell'anno, infatti, l'autorità regia gli concesse la licentia populandi.
Dove oggi si trova il Municipio, i Lanza fecero fabbricare il palazzo baronale. I segni della presenza della signoria Lanza si vedono ancora oggi perché i discendenti ancora possiedono terreni nella pianura di Mojo.
Il 27 luglio del 1928, il regime fascista accorpò la città alla vicina Malvagna, riunendo i due centri sotto il nome di Lanza.
Malvagna era definita Lanza Superiore, e Mojo, che risultava frazione della predetta, Lanza Inferiore. Il 21 gennaio 1947, con l'avvento della Repubblica, un decreto del Capo dello Stato divise nuovamente i due comuni. Nel 1956 dopo lunghissima attesa (i lavori erano iniziati nel 1928) anche Mojo ebbe la sua stazione ferroviaria con l'apertura della Ferrovia Taormina-Alcantara-Randazzo; la perdette nuovamente alla fine degli anni '80 con la sospensione del servizio ferroviario.

### Simboli
Lo stemma e il gonfalone sono stati concessi con DPR del 2 dicembre 1988.
Lo stemma si può blasonare: semipartito troncato: il primo d'azzurro, al leone d'argento, al capo d'argento, caricato della torre d'azzurro; il secondo inquartato in decusse: in I e IV di rosso, a due pali d'oro, in II e III d'argento; il terzo di nero, ai tre gigli d'oro, con la semirotella d'oro, posta con il diametro coincidente con il lembo superiore e caricata da tre di gigli di nero, 1, 2; il tutto fiancheggiato a destra troncato: il 1º di rosso, ai tre gigli d'oro, male ordinati, il 2º d'argento, alle sei torri di rosso, 2, 2 e 2; a sinistra d'oro, a sei palle di rosso, 1, 2, 2, 1, quella in capo, più grande, d'azzurro, le altre di rosso. Ornamenti esteriori da Comune.
Il gonfalone è un drappo di rosso.

## Società

### Evoluzione demografica
Abitanti censiti

### Religione
Il patrono della città è san Giuseppe Lavoratore che si festeggia la seconda domenica di maggio, mentre la festa più importante è quella in onore del SS. Crocifisso che si svolge nell'ultima settimana di settembre durante la quale, dal venerdì alla domenica, tantissimi pellegrini dai paesi vicini rendono omaggio
al Signuruzzu, un crocifisso ligneo scolpito intorno al 1630 da frate Umile da Petralia (1602-1639), artista conosciuto per aver scolpito, si dice, 33 statue del Signore che sono sparse nelle chiese della Sicilia, della Calabria e di Malta. Di Frate Umile è molto conosciuto anche l'Ecce homo di Calvaruso, al confine tra Villafranca Tirrena e Messina.

## Cultura

### Eventi
Viene celebrata ogni anno la famosa "Sagra delle pesche". La seconda domenica d'agosto si organizza una festa in cui vengono offerte ai visitatori le pesche preparate in tanti modi: nel vino, gelato, torta, granita, marmellate ecc.
Molto conosciuta è inoltre la "Fiera di Mojo" (a Fera ô Moju), in concomitanza con i festeggiamenti in onore del SS Crocifisso, una delle più antiche e delle ultime fiere di bestiame che si svolge nell'ultima settimana di settembre e attira visitatori perfino dalla Calabria, poiché è possibile comprare qui tanti attrezzi ormai difficili da trovare in commercio, specialmente per i cavalieri.

## Economia
La vegetazione che c'è attorno a Mojo è la tipica macchia mediterranea. Nelle campagne più alte ci sono uliveti e vigneti, mentre la Piana di Mojo, che è ricca di acqua, è coltivata a ortaggi e, soprattutto, a pesche. La coltivazione delle pesche rappresenta in questo momento la principale attività economica del paese.

## Amministrazione
Di seguito è presentata una tabella relativa alle amministrazioni che si sono succedute in questo comune.
| Periodo         | Periodo         | Primo cittadino        | Partito                   | Carica          | Note   |
| --------------- | --------------- | ---------------------- | ------------------------- | --------------- | ------ |
| 11 giugno 1985  | 2 dicembre 1993 | Salvatore Currenti     | Democrazia Cristiana      | Sindaco         | [ 10 ] |
| 2 dicembre 1993 | 13 giugno 1994  | Santi Sturniolo        |                           | Comm. regionale | [ 10 ] |
| 13 giugno 1994  | 25 maggio 1998  | Gaetano Silvestro      | Partito Popolare Italiano | Sindaco         | [ 10 ] |
| 25 maggio 1998  | 17 giugno 2008  | Salvatore Currenti     | lista civica              | Sindaco         | [ 10 ] |
| 17 giugno 2008  | 9 giugno 2018   | Antonino Angelo Piazza | lista civica              | Sindaco         | [ 10 ] |
| 10 giugno 2018  | 6 febbraio 2023 | Bruno Pennisi          | lista civica              | Sindaco         | [ 10 ] |

### Altre informazioni amministrative
Il comune di Mojo Alcantara fa parte delle seguenti organizzazioni sovracomunali: regione agraria n.3 (Alto Fantina e Alto Mela).